# Kinki-Universität

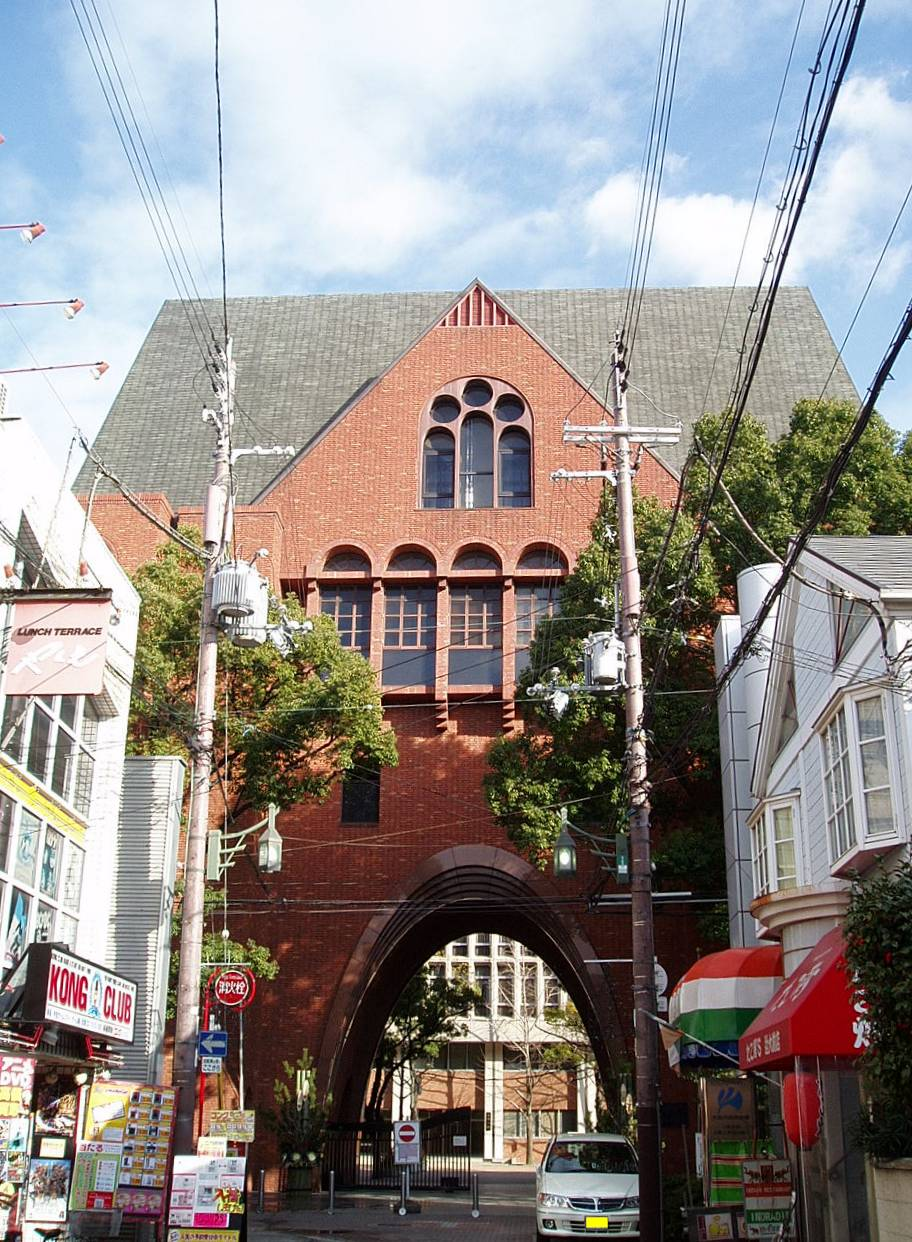
Das Westtor im Hauptcampus

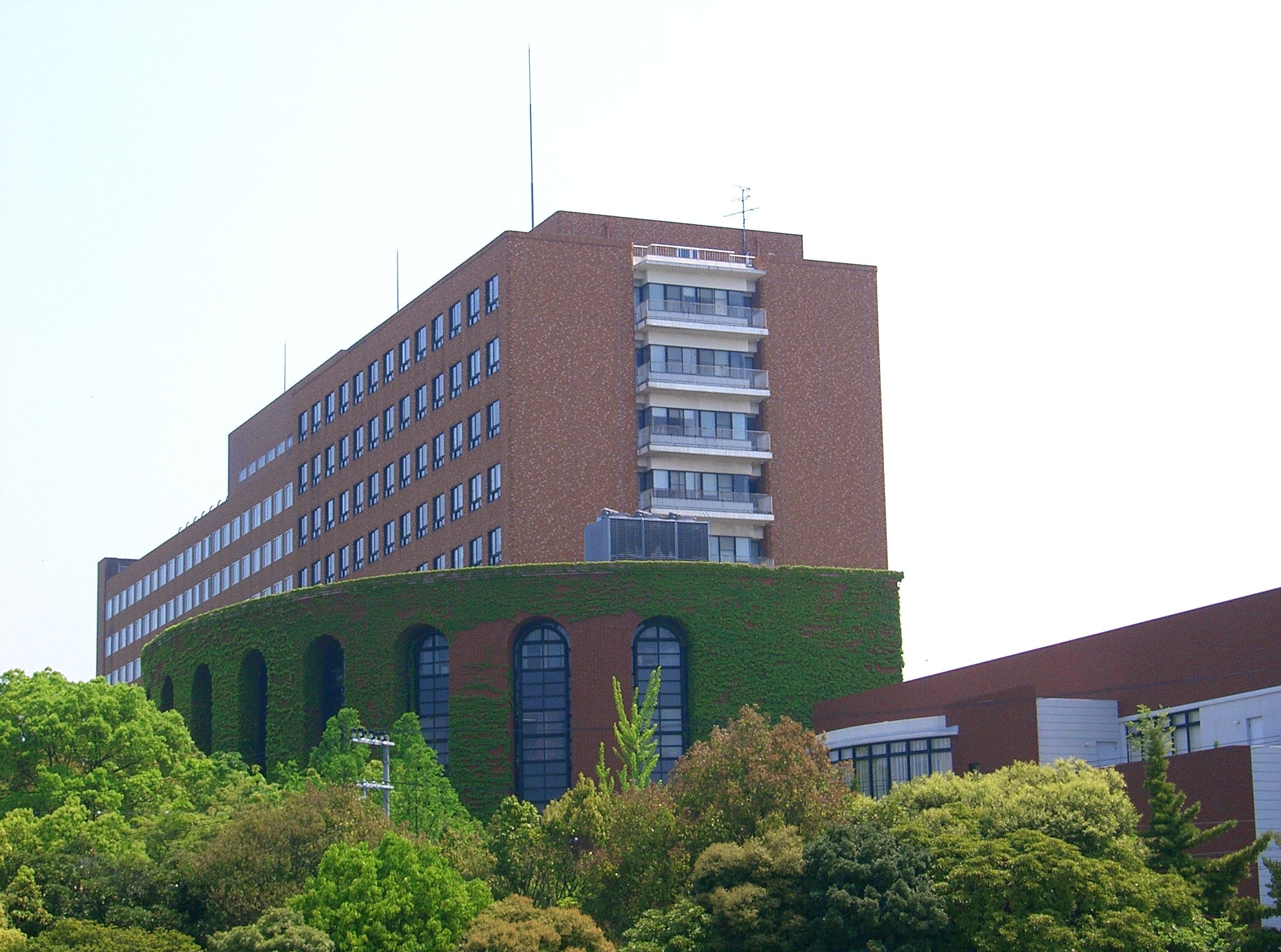
Das Universitätsklinikum

Die Kinki-Universität (jap. 近畿大学, Kinki daigaku, kurz: Kindai) ist eine private Universität in Japan. Der Hauptcampus liegt in Higashiōsaka in der Präfektur Osaka.
Der Name Kinki kommt von dem Regionsnamen, der „nahe der Hauptstadt“ bedeutet.

## Geschichte
Die Universität wurde 1925 als Fachschule Osaka (大阪専門学校, Ōsaka semmon gakkō) von der Körperschaft der Nihon-Universität gegründet. 1939 setzte die Fachschule ihre selbständige Körperschaft. 1943 wurde die Natur- und Ingenieurswissenschaftliche Hochschule Osaka (大阪理工科大学, Ōsaka rikōka daigaku) von der Körperschaft gegründet. Während des Pazifikkrieges hatten die Hochschule und Fachschule schwere Zeit; Sekō Kōichi (世耕 弘一, 1893–1965), ein Professor der Nihon-Universität und Abgeordnete des Shūgiins, rettete die Schulen. 1948 gründete die Hochschule das Fischereiinstitut, das letzthin bekannt für die Forschung der „vollen“ Aufzucht der Thunfische ist.
1949 wurde die Hochschule mit der Fachschule Osaka zur Kinki-Universität zusammengelegt. Sie hatte zuerst zwei Fakultäten: Natur- und Ingenieurwissenschaften, und Handelswissenschaft. Sie gründete mehr Fakultäten: Rechtswissenschaft (1950), Pharmazie (1954), Agrarwissenschaft (1958), Ingenieurwissenschaft (1959 in der Präfektur Hiroshima), Kyūshū-Ingenieurwissenschaft (1966 in der Präfektur Fukuoka), Medizin (1974), Geisteswissenschaften und Kunst (1989), Bio-, Natur- und Ingenieurwissenschaften (1993, jap. 生物理工学部) usw.
1961 setzte sie einen Forschungsreaktor (UTR-KINKI, Leistung: heute 1 Watt). Sie ist, neben den staatlichen Universitäten Tokio und Kyōto, eine der drei japanischen Universitäten, die Forschungsreaktoren in Betrieb haben.

## Fakultäten
- Hauptcampus (本部キャンパス, in Kowakae, Higashiōsaka, Präfektur Osaka, 34° 39′ 5″ N, 135° 35′ 12,2″ OKoordinaten: 34° 39′ 5″ N, 135° 35′ 12,2″ O):
  - Fakultät für Rechtswissenschaft
  - Fakultät für Volkswirtschaftslehre
  - Fakultät für Betriebswirtschaftslehre
  - Fakultät für Geisteswissenschaften und Kunst
  - Fakultät für Natur- und Ingenieurwissenschaften
  - Fakultät für Pharmazie
- Fakultät für Agrarwissenschaft (in Nara, Präfektur Nara, 34° 40′ 18,5″ N, 135° 44′ 0,6″ O)
- Fakultät für Medizin (in Ōsakasayama, Präfektur Osaka, 34° 28′ 37,2″ N, 135° 32′ 59,9″ O)
- Fakultät für Bio-, Natur- und Ingenieurwissenschaften (生物理工学部, in Kinokawa, Präfektur Wakayama, 34° 17′ 17,6″ N, 135° 20′ 14,3″ O)
- Fakultät für Ingenieurwissenschaften (in Higashihiroshima, Präfektur Hiroshima, 34° 27′ 34,2″ N, 132° 46′ 49″ O)
- Fakultät für Industrielle Natur- und Ingenieurwissenschaften (産業理工学部, in Iizuka, Präfektur Fukuoka, 33° 38′ 41,5″ N, 130° 42′ 50,7″ O)